# بازآرایی کوپ
بازآرایی کوپ (به انگلیسی: Cope rearrangement) یک واکنش آلی است که به‌طور گسترده‌ای در زمینه‌های مختلفی از شیمی آلی شامل بازآرایی [۳و۳] سیگماتروپی و ۱و۵-دی‌ان‌ها مورد مطالعه قرار گرفته‌است. این واکنش توسط آرتور کلی کوپ توسعه داده شده‌است. به‌عنوان یک مثال برای این بازآرایی، زمانی که -متیل-۱و۵-هگزادی‌ان تا دمای ۳۰۰ درجه‌سانتی‌گراد حرارت داده شود، به محصول ۱و۵-هپتادی‌ان تبدیل می‌شود.

## سازوکار
بازآرایی کوپ یک مثال سرراست و روشن از بازآرایی هماهنگ سیگماتروپیک است. این بازآرایی به عنوان یک بازآرایی [۳و۳] -سیگماتروپی شناخته شده و در سیستم طبقه‌بندی وودوارد-هافمن با نماد [π2s+σ2s+π2s] نشان داده می‌شود و بنابراین انجام آن از نظر حرارتی مجاز است. در زیر یک حالت گذار دورادیکالی برای نحوه انجام واکنش، به نمایش گذاشته شده‌است.

## بازآرایی اوکسی کوپ
در بازآرایی اوکسی کوپ، یک گروه هیدروکسیل در موقعیت کربن شماره ۳ در ترکیب پیش‌ماده وجود دارد که پس از اتمام واکنش نوآرایی می‌تواند با انجام یک توتومری کتو-انول از فرم انول به آلدهید مربوط تبدیل شود.